# Мачори (музичка група)
Мачори је била југословенска и српска рок и панк музичка група из Београда, коју су основала четворица пријатеља из Блока 45 на Новом Београду. Група је постојала од 1982 до 1985. године.
Главни чланови:
- Жика Миленковић, вокал, композитор, текстописац и гитара
- Божидар Сећански, вокал, композитор, текстописац и бас гитара
- Ђорђе Грујић, басиста
- Мирослав Поспишек, бубњар

Остали чланови:
- Драган Паунеску, оргуље
- Тибор Тот, бубњар
- Зоран Стефановић, менаџер и аниматор

## Дискографија
- Колекција хит синглова 1979 -1984 (ПГП РТБ)[2]